# Quiscalus
Quiscalus és un dels gèneres d'ocells, de la família dels ictèrids (Icteridae).

## Taxonomia
Segons la classificació del Congrés Ornitològic Internacional (versió 15.1, 2025), aquest gènere conté 7 espècies:
- Quíscal comú (Quiscalus quiscula Linnaeus, 1758)
- Quíscal del Carib (Quiscalus lugubris Swainson, 1838)
- Quíscal de Nicaragua (Quiscalus nicaraguensis Salvin & Godman, 1891)
- Quíscal de les Antilles (Quiscalus niger Boddaert, 1783)
- Quíscal d'aiguamoll (Quiscalus major Vieillot, 1819)
- Quíscal de Mèxic (Quiscalus mexicanus Gmelin, JF, 1788)
- Quíscal becfí (Quiscalus palustris Swainson, 1827)